# 内田麒麟
内田 麒麟（うちだ きりん）は、日本のチェリスト、作曲家。大阪府出身。京都薬科大学、東京藝術大学卒業。
本名は内田 佳宏（うちだ よしひろ）。2017年からアーティスト名を内田麒麟とし活動開始。名付け親はバイオリニストの弦一徹。

## 来歴
京都薬科大学入学と同時に学内のオーケストラにてチェロを始める。異例の遅さから始めたにもかかわらず、卒業後東京藝術大学に入学。その後同大学院修士課程を大学院アカンサス賞を受賞して修了。
作曲・編曲なども行い、学位審査会においては異例の自作曲をプログラムに組み込んだことでも知られる。
クラシックのみならず、ジャズミュージシャンや和楽器奏者とのコラボレーション、タンゴ、ロックなど様々なジャンルで自在に演奏活動を行うほか、レコーディングやテレビ出演等も多数行う等、活動の幅は多岐にわたる。
会田桃子・吉田篤貴・角谷奈緒子と四重奏を組み、タンゴやジャズ、アイリッシュなどのジャンルでの活動を精力的に行う。また尾池（伊藤）亜美とのDUOで弦楽器の可能性をさらに広げる。
これまでに林裕、河野文昭、西谷牧人、山崎伸子の各氏に師事。

## 受賞歴等
2007年度青山音楽賞新人賞受賞。
2009年度ヴァイオリンの尾池亜美とのデュオとして青山音楽賞バロックザール賞を受賞。
2010年度ヴァイオリンの依田真宣、ピアノの入川舜とのトリオとして青山音楽賞バロックザール賞青山音楽賞受賞。
2012年、ザルツブルク＝モーツァルト国際室内楽コンクール2012第3位受賞。
2014年、第11回ビバホールチェロコンクール第2位受賞。岸谷五朗監督・黒木メイサ主演のミュージカル『VAMP 魔性のダンサー ローラ・モンテス』の劇中音楽を一部担当

## 活動

### 参加作品
- 溝口肇『Cello Bouquet』
- Canthana『Cellmate』
- Hideki Sakamoto Trio
- 風とキャラバン『はじまりの風-CROSSROAD-』
- 音楽朗読劇READING HIGH『Homunculus ～ホムンクルス～』

### 参加・共演アーティスト
- 会田桃子
- Access
- 安達真理
- 石川綾子
- 尾池亜美
- 角谷奈緒子
- 榊原大
- KIRITO
- 楠木ともり
- 弦一徹
- Sound Horizon
- 咲妃みゆ
- TK from 凛として時雨
- フジファブリック※GtVoの山内は高校時代の同級生
- 星野源
- MISIA
- 分島花音
- 吉田篤貴
- 吉澤嘉代子
- Linked Horizon